# Villa rustica de la Bârla
Villa rustica este situată pe teritoriul localității Bârla  din județul Bistrița-Năsăud.

## Legături exerne
- Roman castra from Romania (includes villae rusticae) - Google Maps / Earth Arhivat în 5 decembrie 2012, la Archive.is